# Mareanivka (Berezivka), Berezivka
Mareanivka (în ucraineană Мар'янівка) este un sat în comuna Berezivka din raionul Berezivka, regiunea Odesa, Ucraina.

## Demografie
Componența lingvistică a localității Mareanivka
     Ucraineană (95,78%)
     Română (2,11%)
     Rusă (1,81%)
Conform recensământului din 2001, majoritatea populației localității Mareanivka era vorbitoare de ucraineană (95,78%), existând în minoritate și vorbitori de română (2,11%) și rusă (1,81%).